# Tapinoma wroughtonii
Tapinoma wroughtonii é uma espécie de formiga do gênero Tapinoma.